# Otto Gutfreund

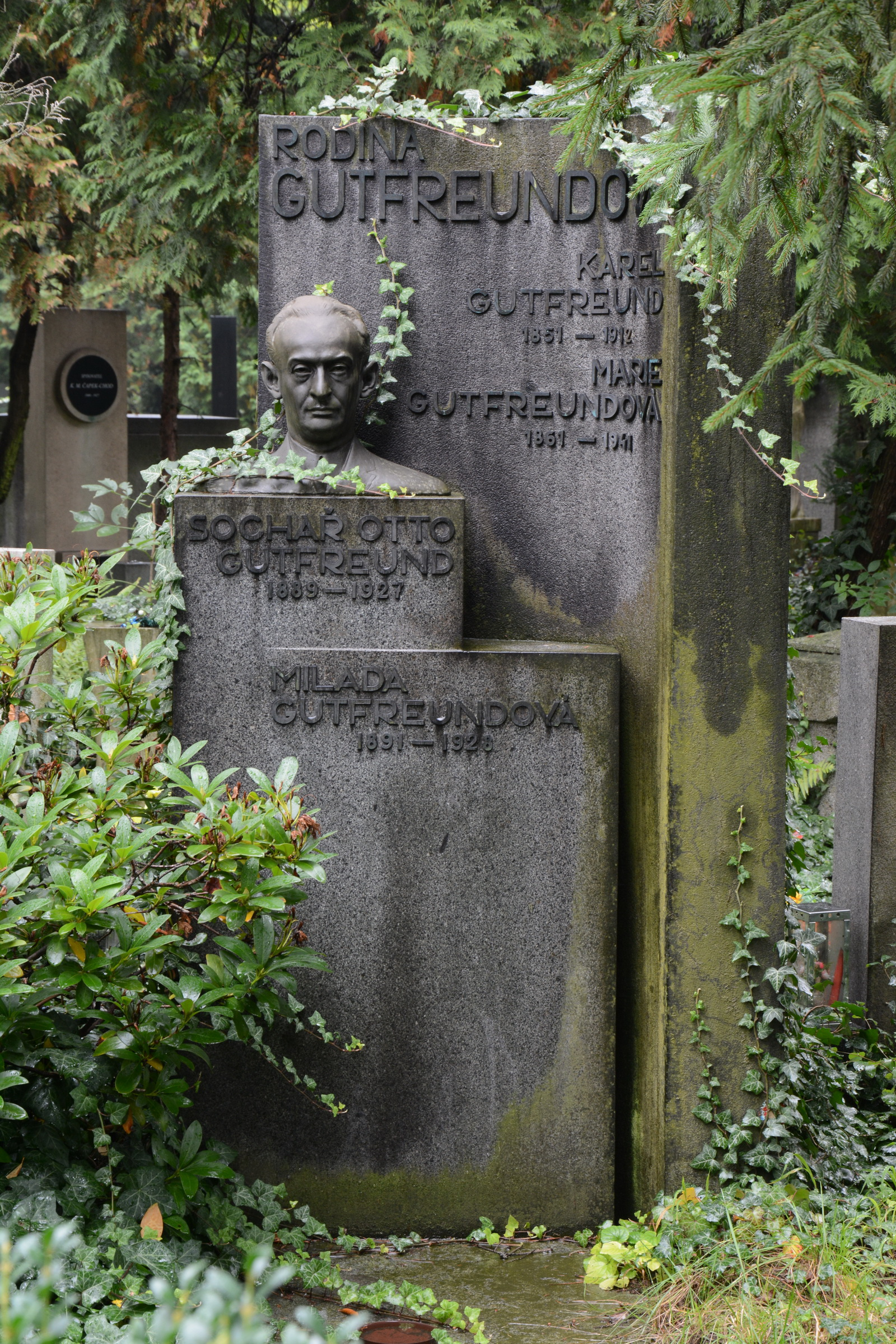
Nagrobek Ottona Gutfreunda

Otto Gutfreund, także Guttfreund (ur. 3 sierpnia 1889 w Dvůrze Králové, zm. 2 czerwca 1927 w Pradze) – czeski rzeźbiarz, rysownik i ceramik.

## Życiorys
Urodził się 3 sierpnia 1889 w mieście Dvůr Králové. W 1903 rozpoczął naukę ceramiki w szkole artystycznej w Bechyni, po czym w latach 1905–1909 studiował w Wyższej Szkole Rzemiosła Artystycznego w Pradze w pracowni Josefa Drahoňovskiego. Po studiach na rok wyjechał do Paryża, gdzie rozwijał się w pracowni Antoine’a Bourdelleʼa lub – wg innych źródeł – u Augusteʼa Rodina. Podczas pobytu we Francji zobaczył wczesne kubistyczne prace Georges'a Braque’a i Pabla Picassa.
Po powrocie do Pragi współzałożył grupę artystyczną Skupina výtvarných umělců, której później przewodniczył. Zrzeszała ona młodych artystów, którzy interesowali się estetyką kubizmu. Guttfreund, jako jeden z pierwszych rzeźbiarzy, wykorzystał niektóre z idei kubizmu w rzeźbie, łącząc je z elementami ekspresjonizmu. Tworzył także kubistyczno-ekspresjonistyczne rysunki, w których widać fascynację strukturą kryształu i techniką kolażu. Na łamach magazynu „Umělecký měsíčník” opublikował teksty, w których dzielił się swoimi refleksjami dotyczącymi teorii sztuki.
W 1914 wyjechał ponownie do Paryża, jednak jego plany przekreślił wybuch I wojny światowej. Zaciągnął się do Legii Cudzoziemskiej, a w 1916 został internowany za niesubordynację. Z okresu wojny zachowały się jedynie dwie drewniane rzeźby wykonane przez Ottona Gutfreunda.
W 1919 powrócił do Pragi, gdzie z czasem stał się jednym z ważnych czeskich rzeźbiarzy okresu międzywojennego. Po wojnie zaczął odchodzić od estetyki kubizmu na rzecz bardziej realistycznej rzeźby. Na początku stworzył cykl malowanych, drewnianych rzeźb, a w latach 20. XX wieku pracował głównie z malowaną terakotą. W 1921 dołączył do Towarzystwa Sztuk Plastycznych Mánes. Zaczął projektować oficjalne rzeźby i pomniki takich postaci, jak Tomáš Masaryk, czy Bedřich Smetana (oba stworzył w 1926), ale kontynuował także prace przy mniejszych dziełach, przedstawiających często grupy postaci. Zaprojektował również obie strony 5 koron czechosłowackich, moneta weszła do obiegu w 1925. Okres wokół 1925 roku uważany jest jednak za najsłabszy w rozwoju artystycznym Gutfreunda. W 1926 zaczął wykładać w Wyższej Szkole Rzemiosła Artystycznego w Pradze. W ostatnich pracach powrócił do działalności w duchu nowoczesnych nurtów artystycznych, odrzucając prace narracyjne i tworząc śmiałe, abstrakcyjne rzeźby.
Zmarł przez utonięcie 2 czerwca 1927 w Pradze, podczas kąpieli w Wełtawie. Pochowany na Cmentarzu Vinohradskim w Pradze.
Jego prace były eksponowane m.in. podczas Biennale w Wenecji w 1988.

## Galeria

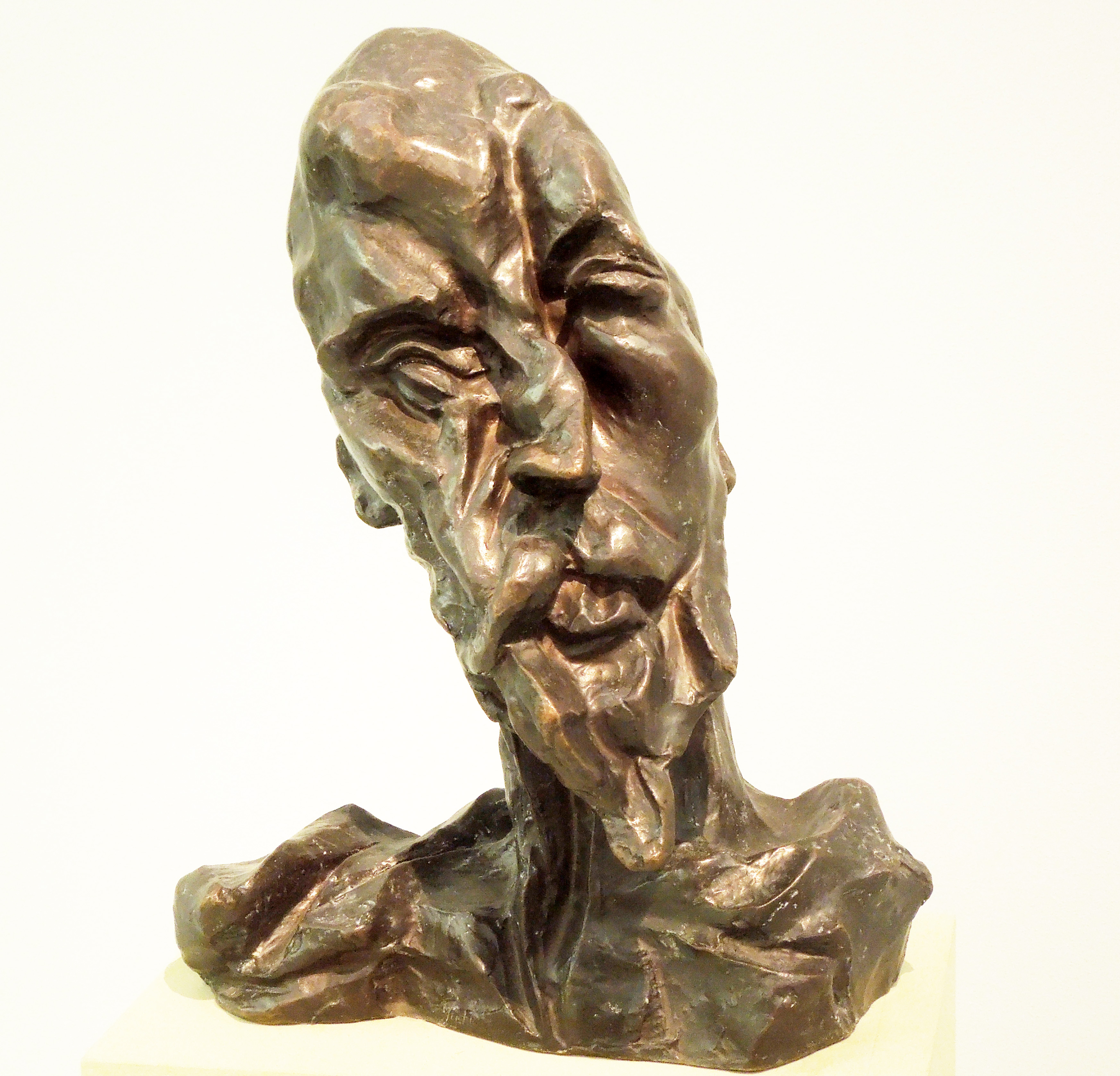
Don Kichot, 1911–1912
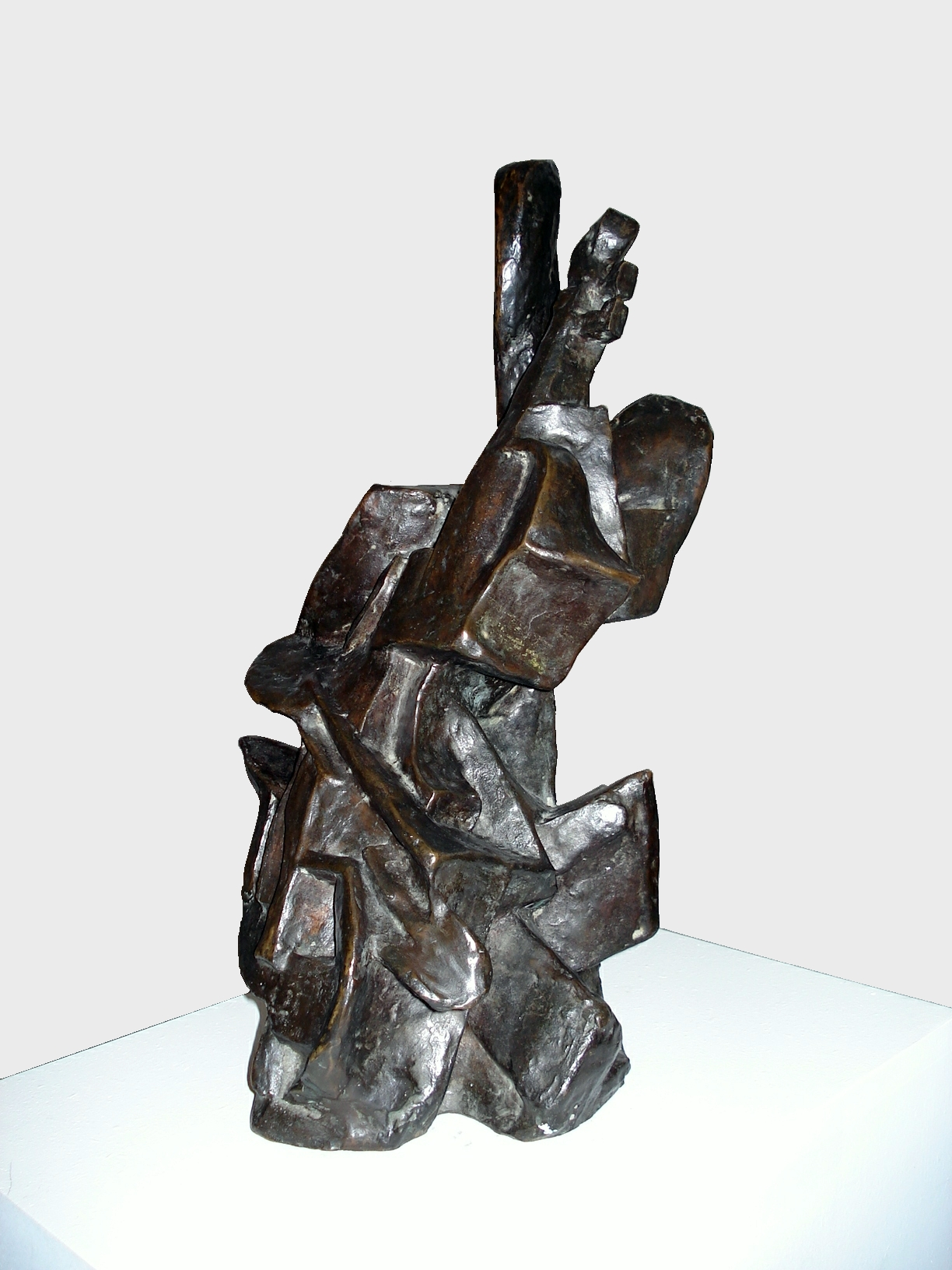
Cellista, 1912–1913
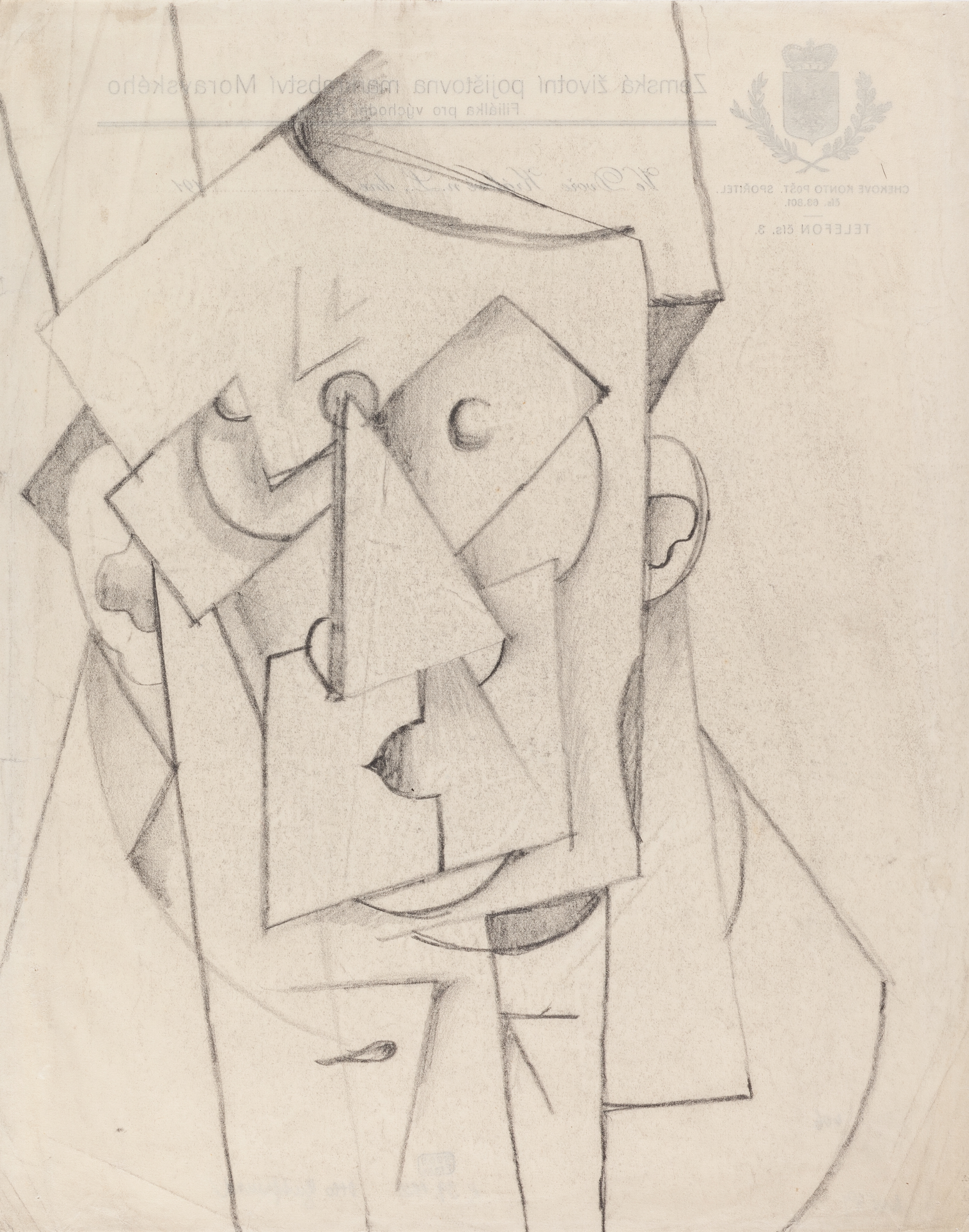
Kubistická komposice – hlava, rysunek, 1912–1913
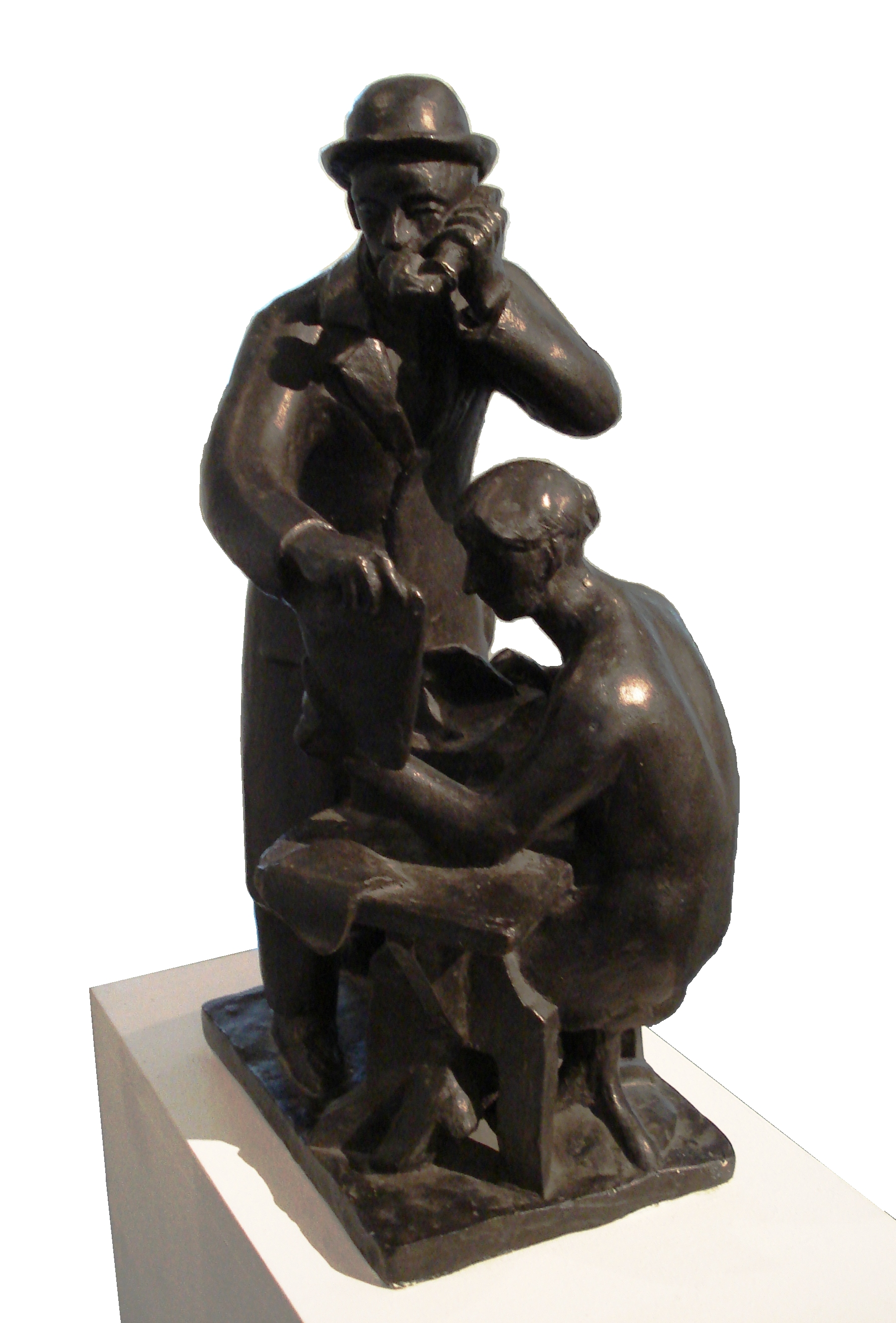
Obchod, 1923
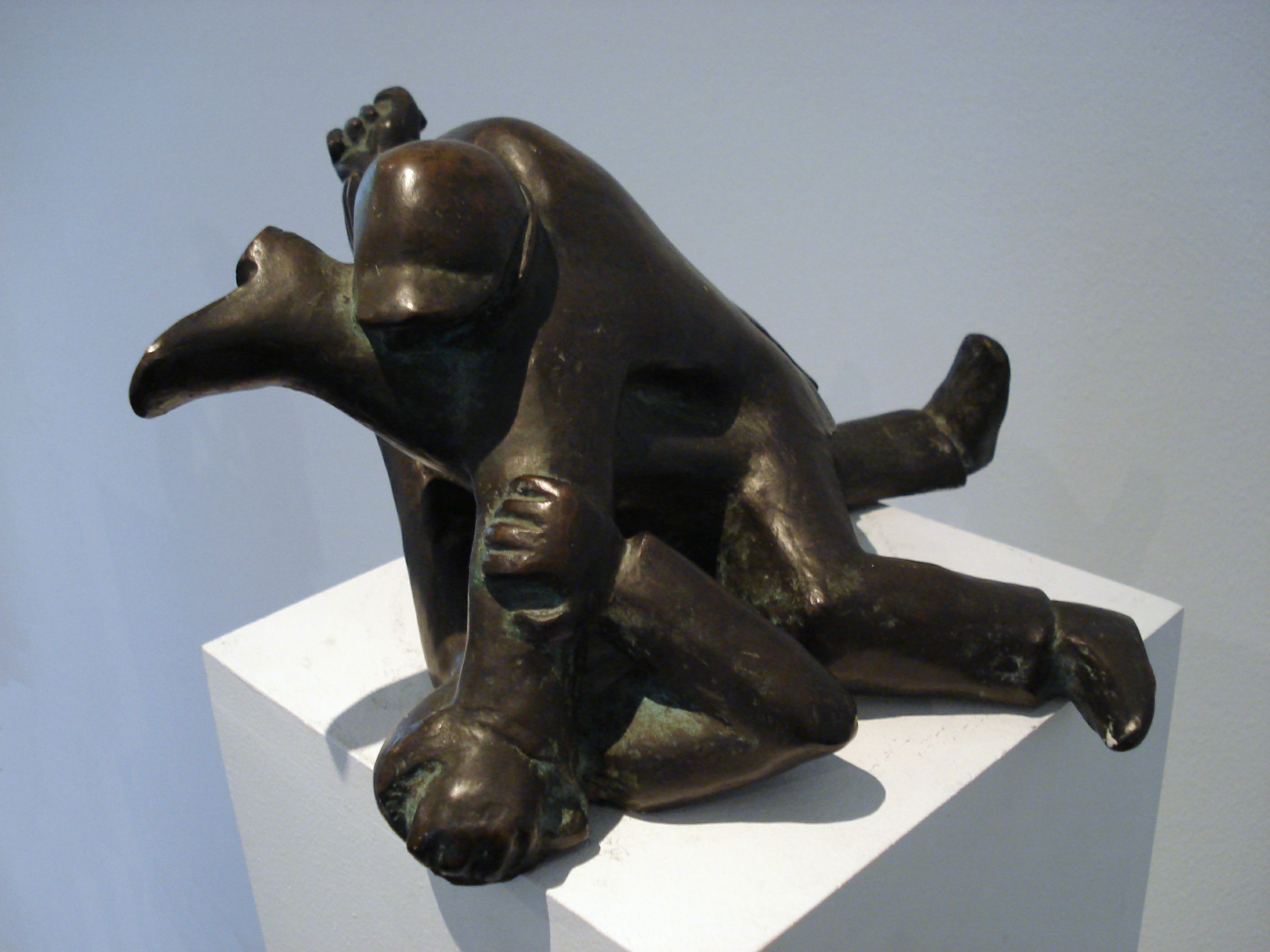
Rváči, 1924
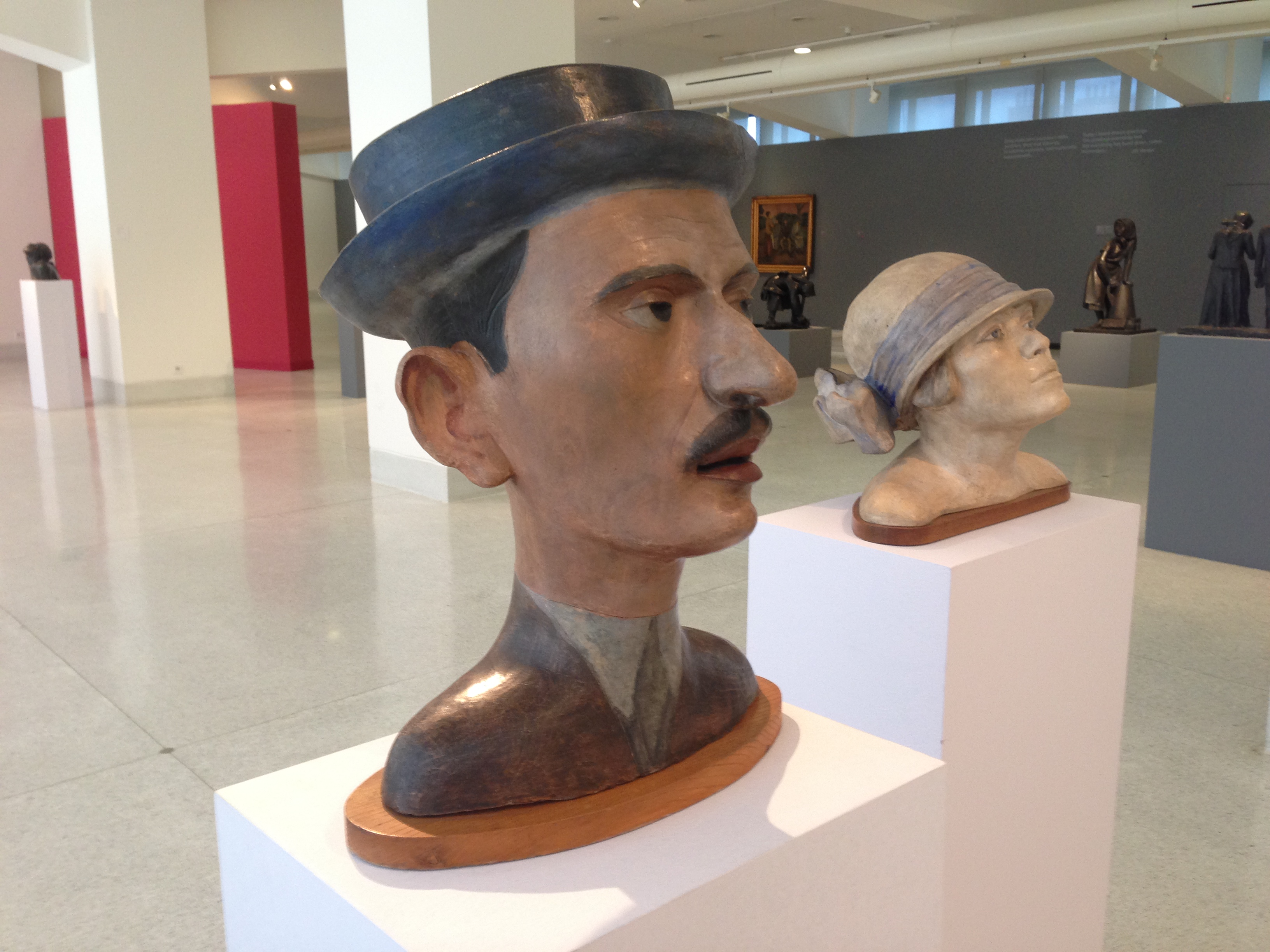
Autoportret (1919) i portret żony, Milady (1923–1924)